# Rodolfo Rombaldoni
Rodolfo Rombaldoni (nacido el 15 de diciembre de 1976 en Sant'Elpidio a Mare, Italia)  es un exjugador italiano de baloncesto. Con 1.93 de estatura, jugaba en la posición de base.

## Equipos
- Scaligera Verona (1994-1996)
- Olimpia Pistoia (1996-1997)
- Cest. Barcellona  (1997-1998)
- A.P.L. Pozzuoli (1998)
- Cest. Barcellona  (1998-1999)
- Scaligera Verona (1999-2002)
- Viola Reggio Calabria (2002-2004)
- Aurora Jesi (2004-2005)
- Fortitudo Bologna (2005-2006)
- Scafati Basket (2006-2007)
- Mens Sana Siena (2007)
- Reyer Venezia (2007-2010)
- Scaligera Verona (2010)
- Pallacanestro Biella (2011)
- Basket Brescia Leonessa (2011-2012)
- Pallacanestro Urbania (2012)
- Monticelli Basket (2012-2013)
- Pallacanestro Piacentina (2013-2015)
- Pallacanestro Forlì 2.015 (2015-2017)
- Pallacanestro Piacentina (2017-2018)